# Twyfelfontein
Twyfelfontein (afrikaans za "nestalni potok"), službeno ǀUi-ǁAis (nama za "skakutavi izvor"), je stjenovito područje površine oko 574 m² u području Kunene na sjeverozapadu Namibije. Čini ga dolina oko potoka koja je uokvirena liticama pješčenjačke visoravni, te je jako suho i vruće područje s jako ledenim noćima (diurnalno područje). Ono je naseljeno posljednjih 6.000 godina, najprije lovcima-sakupljačima, a potom stočarima Hotentotima. Obje ove etničke skupine su koristile ovo područje kao svetište za šamanske rituale. Tijekom tog razdoblja nastalo je oko 2.500 prapovijesnih petroglifa (što je najveća koncentracija u Africi) i nešto slikarija. Zbog toga je Twyfelfontein upisan na UNESCO-ov popis mjesta svjetske baštine u Africi 2007. godine kao "potpuno mjesto visokokvalitetnih zabilješki ritualnog, obrednog i gospodarskog djelovanja lovačko-sakupljačkih društava u ovom dijelu Afrike u posljednjih 2.000 godina". 

## Povijest
Twyfelfontein dolina je od kamenog doba naseljena lovcima-sakupljačima Wilton kulture od oko prije 6.000 godina. Oni su napravili većinu petroglifa i vjerojatno sve slike. Od prije 2.000 do 2.500 godina Hotentoti naroda San (Bušmani) su zauzeli dolinu i nastavili praviti petroglife koji se jasno mogu razlikovati od starijih.
Područje su naselili Europljani tek nakon Drugog svjetskog rata, kada je suša nagnala bijele Afrikaans poljoprivrednike (Buri) da se dosele. Kasnije je aparthejdska vlada osnovala farme kao dio Odendaal plana i Twyfelfontein je postao dio Damaraland bantustana .Bijeli doseljenici su napustili Twyfelfontein 1965. god.
Topograf Reinhard Maack, koji je također otkrio slike "Bijele Gospe" na stijenama Brandberga, izvijestio je o petroglifima Twyfelfonteina 1921. god. Temeljitu istragu proveo je tek D. Levin koji je kupio zemljište za svoju farmu 1947. god. On je otkrio izvor i dao mu ime Twyfelfontein nakon što je više puta presušio. Ubrzo nakon toga Ernst Rudolf Scherz je započeo znanstvena istraživanja umjetnosti na stijenama 1950. god., kojima je opisano preko 2.500 petroglifa na 212 pješčenjačkih ploča. Danas se procjenjuje kako se na lokalitetu nalazi više od 5.000 pojedinačnih prikaza.

## Odlike
Najstariji petroglifi se procijenjuju na oko 10.000 godina starosti, dok su novija djela nastala dolaskom stočarskih plemena (Hotentoti) oko 1000. godine, te se mogu prepoznati tri vrste petroglifa:
- figure (životinje, ljudi i fantastična bića) vjerojatno su služile za šamanističke obrede, a prikazi ne-lokalnih životinja (pingvini, morski lavovi i sl.) dokazuju kontakte s priobaljem koje je udaljeno više od 100 km.
- piktograi (krugovi, prstenovi, redovi točkica, i dr.) predstavljaju apstraktne oblike (npr. krda stoke iz visine, ali i nefigurativne pojmove.
- gravure od svakodnevne uporabe (drobljenje žita, društvene igre, gong zvučno kamenje i sl.)

Pored njih na 13 mjesta se nalaze i slike rijetkim prikazom ljudi u crvenom okeru.
- "Lavlje ralje"
- Petroglifi životinja
- Petroglifi životinja
- Rasplesani Kudu i tragovi krugova
- Kasnije slikarije ljudi

## Poveznice
Prapovijesne slikarije u Africi:
| - Matobo (Zimbabve) - Tsodilo (Bocvana) - Kondoa (Tanzanija) | - Tasili n'Adžer (Libija) - Ténéré (Niger) - Tadrart Akakus (Libija) |